# NGC 2745
NGC 2745 је лентикуларна галаксија у сазвежђу Рак која се налази на NGC листи објеката дубоког неба.
Деклинација објекта је + 18° 15' 28" а ректасцензија 9h 4m 39,3s. Привидна величина (магнитуда) објекта NGC 2745 износи 14,3 а фотографска магнитуда 15,3. NGC 2745 је још познат и под ознакама CGCG 90-64, NPM1G +18.0219, PGC 25478.